# Абрешвиллер
Абрешвиллер (фр. Abreschviller) — коммуна на северо-востоке Франции в регионе Гранд-Эст (бывший Эльзас — Шампань — Арденны — Лотарингия), департамент Мозель, округ Сарбур — Шато-Сален, кантон Фальсбур.
Площадь коммуны — 41,29 км², население — 1481 человек (2006) с тенденцией к росту: 1527 человек (2013), плотность населения — 37,0 чел/км². Ранее входила в состав Лотарингии.

## Население
Численность населения коммуны в 2008 году составляла 1510 человек, в 2012 году — 1527 человек, а в 2013-м — 1527 человек.
| 1962 | 1968 | 1975 | 1982 | 1990 | 1999 | 2006 | 2008 | 2012 | 2013 |
| ---- | ---- | ---- | ---- | ---- | ---- | ---- | ---- | ---- | ---- |
| 1353 | 1421 | 1381 | 1309 | 1233 | 1285 | 1481 | 1510 | 1527 | 1527 |

Динамика населения:

## Экономика
В 2010 году из 894 человек трудоспособного возраста (от 15 до 64 лет) 646 были экономически активными, 248 — неактивными (показатель активности 72,3 %, в 1999 году — 71,0 %). Из 646 активных трудоспособных жителей работали 579 человек (335 мужчин и 244 женщины), 67 числились безработными (30 мужчин и 37 женщин). Среди 248 трудоспособных неактивных граждан 62 были учениками либо студентами, 118 — пенсионерами, а ещё 68 — были неактивны в силу других причин.

## Достопримечательности (фотогалерея)

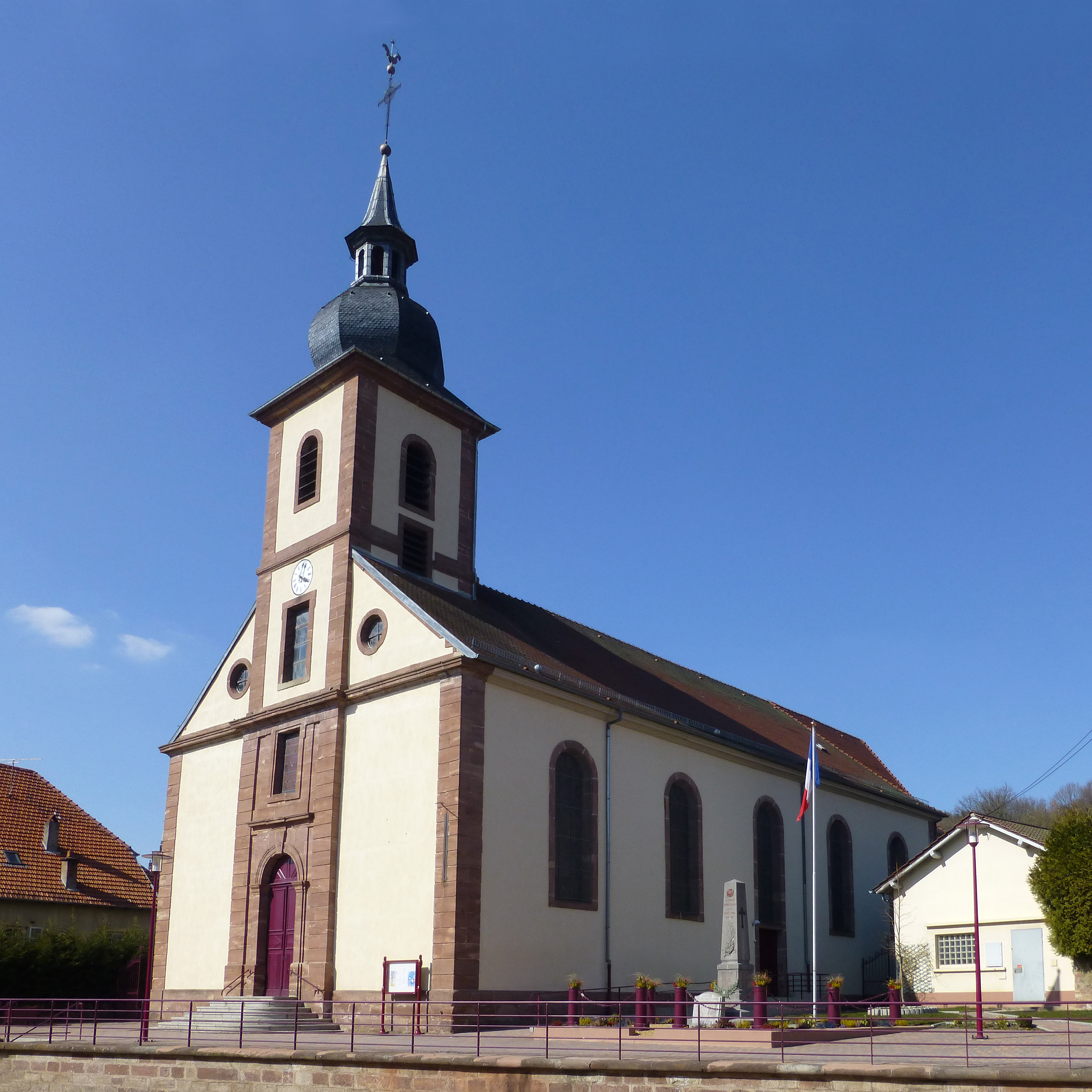
Католическая церковь
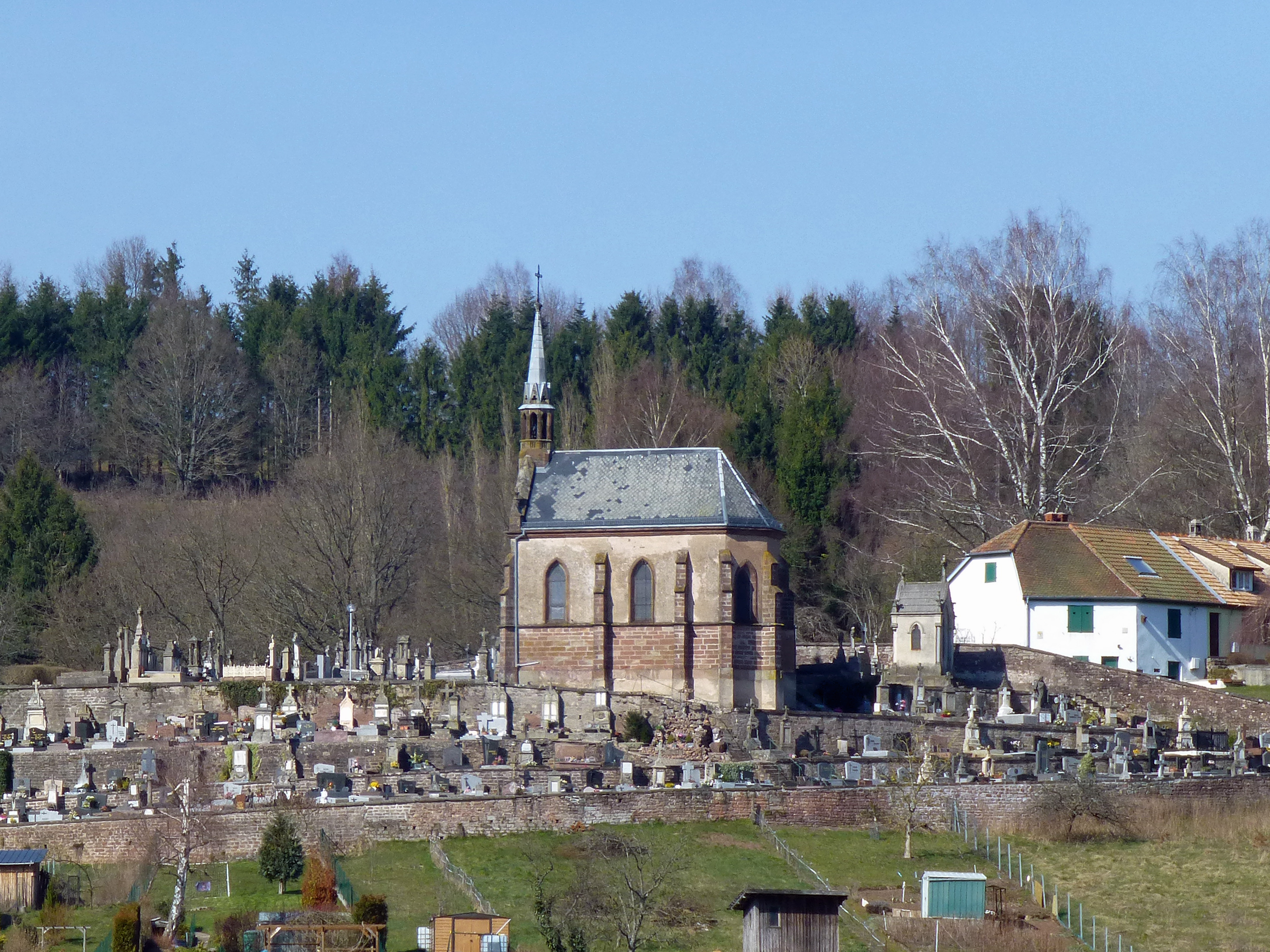
Часовня святой Маргариты на кладбище
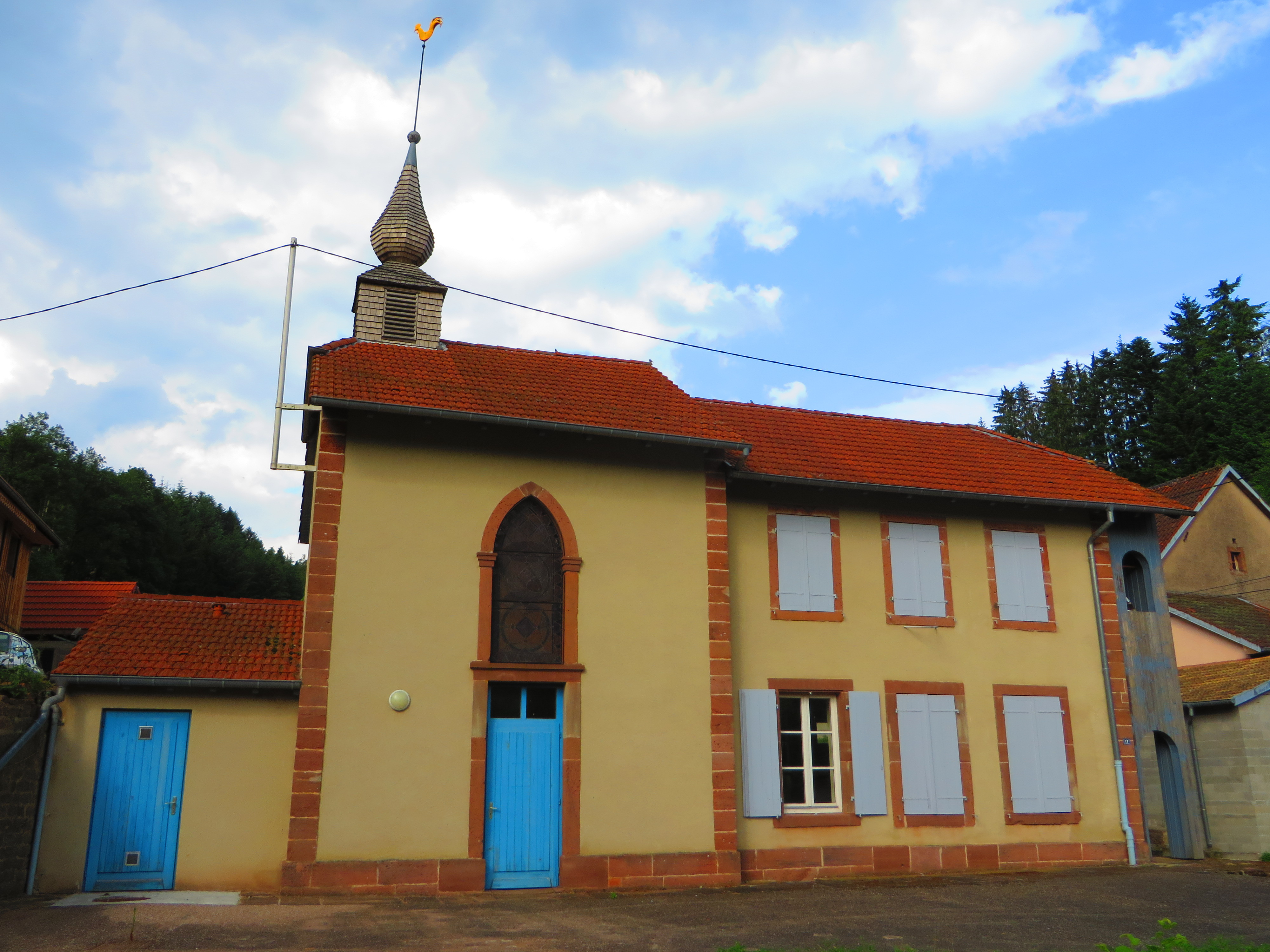
Церковь-школа
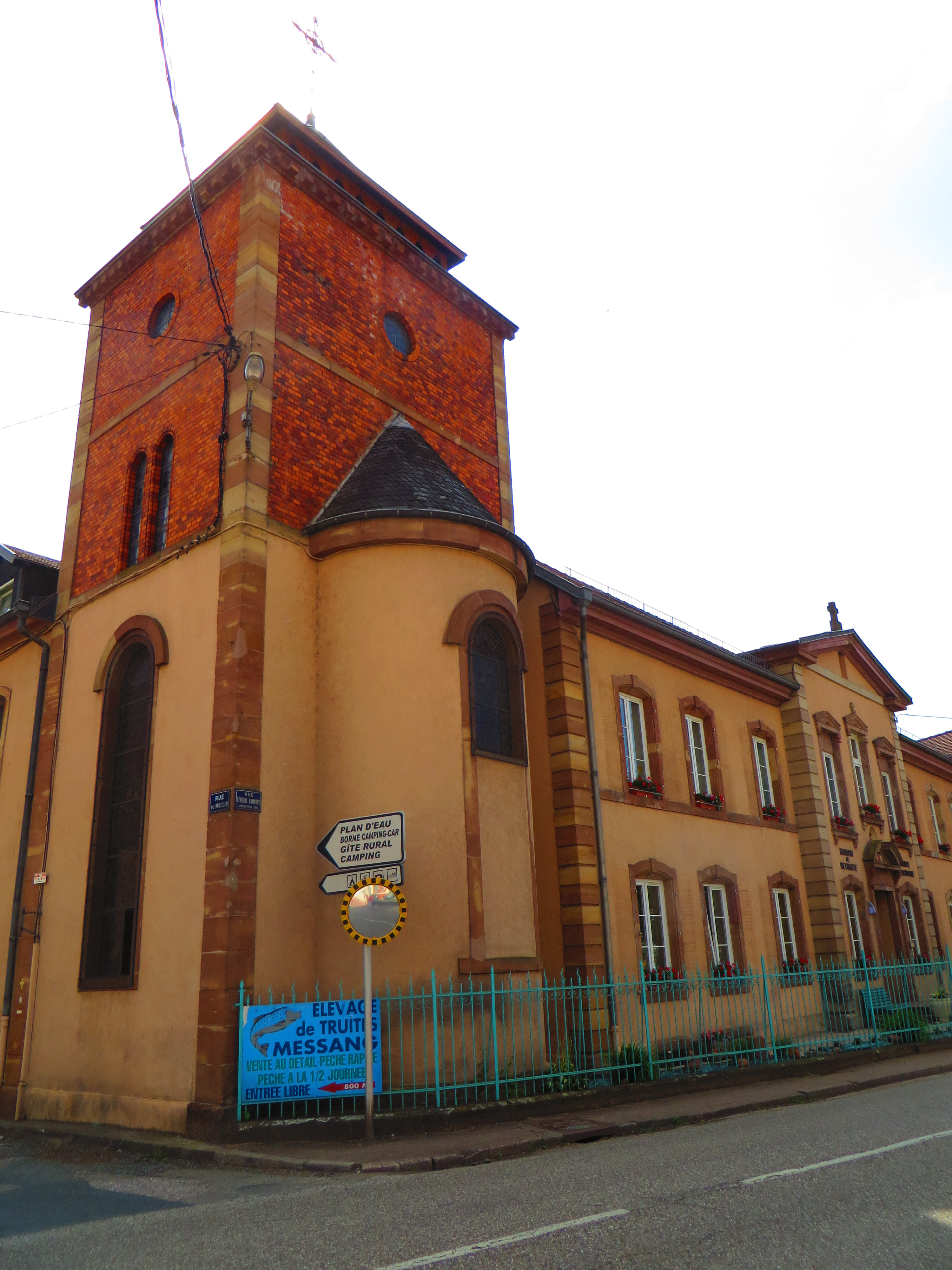
Часовня Святой Вероники (дом престарелых)
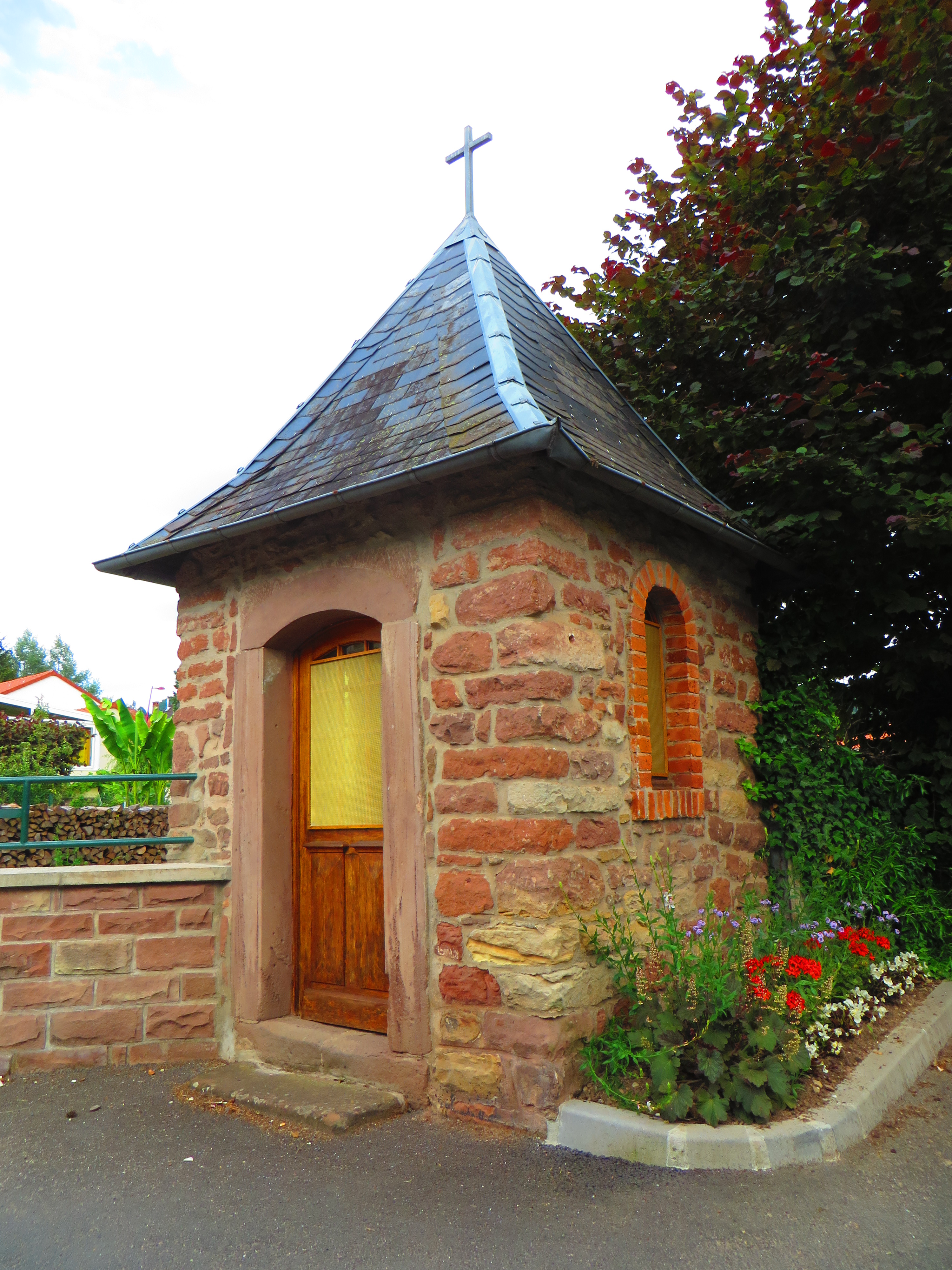
Часовня на мельничной улице
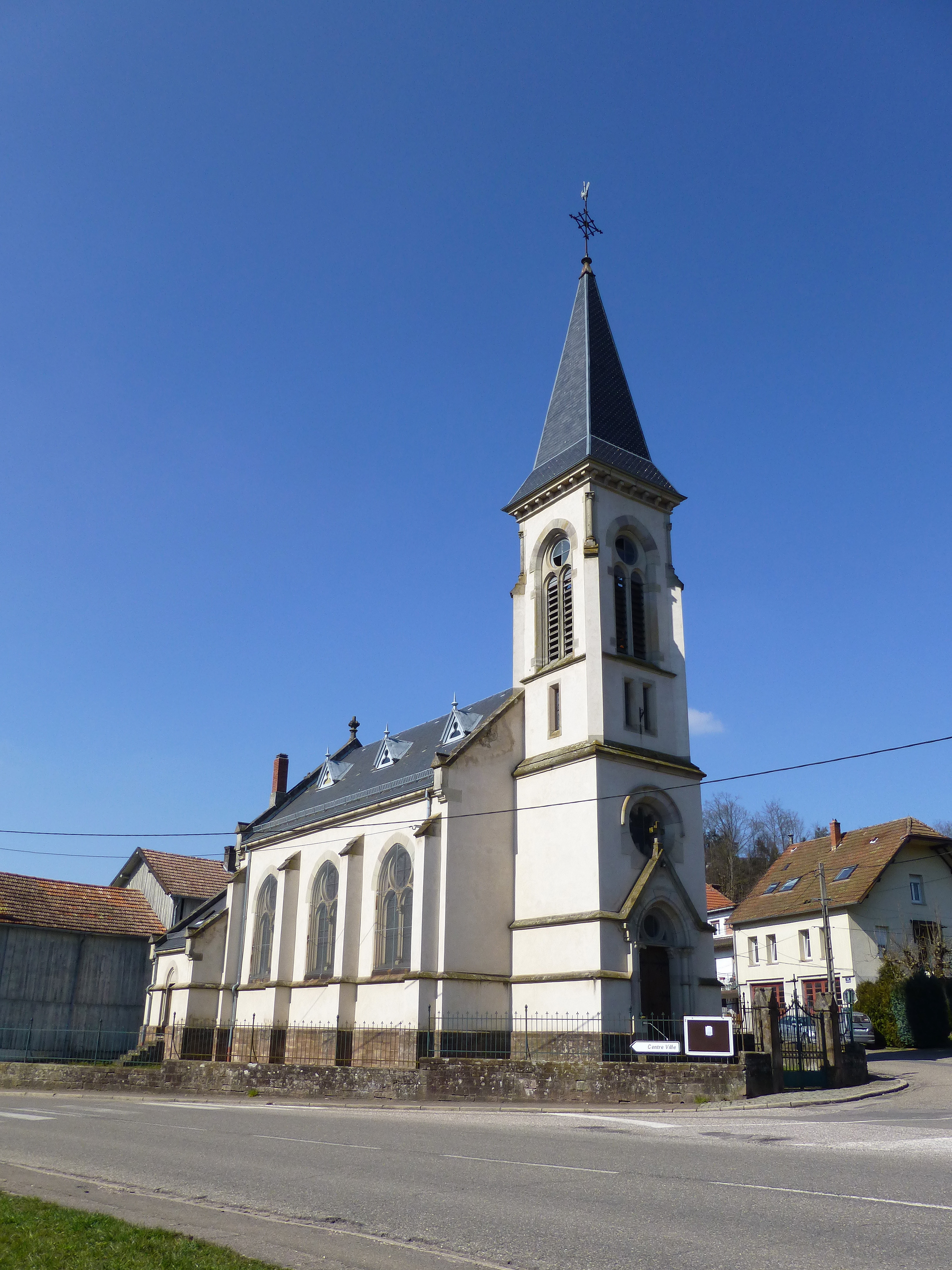
Восстановленная протестантская церковь